# Bosanska Kostajnica
Bosanska Kostajnica je grad i općina u sjeverozapadnom dijelu Bosne i Hercegovine, a nalazi se na rijeci Uni, na granici s Hrvatskom.

## Stanovništvo
Po posljednjem službenom popisu stanovništva iz 1991. godine (tada u okviru općine Bosanski Novi),općina Bosanska Kostajnica imala je 6231 stanovnika, raspoređenih u 12 naselja.
Nacionalni sastav:
- Srbi – 4041 (64,85 %)
- Muslimani – 1707 (27,39 %)
- Hrvati – 166 (2,66 %)
- Jugoslaveni – 213 (3,41 %)
- ostali – 104 (1,69 %)

Bosanska Kostajnica –  broj stanovnika 2004. godine: 7874

### Bosanska Kostajnica (naseljeno mjesto), nacionalni sastav
| Bosanska Kostajnica |                |                |                |
| godina popisa       | 1991.          | 1981.          | 1971.          |
| Srbi                | 1715 (45,51 %) | 1089 (32,19 %) | 892 (35,68 %)  |
| Muslimani           | 1659 (44,02 %) | 1253 (37,04 %) | 1343 (53,72 %) |
| Hrvati              | 126 (3,34 %)   | 146 (4,31 %)   | 209 (8,36 %)   |
| Jugoslaveni         | 182 (4,83 %)   | 864 (25,54 %)  | 38 (1,52 %)    |
| ostali i nepoznato  | 86 (2,28 %)    | 30 (0,88 %)    | 18 (0,72 %)    |
| ukupno              | 3768           | 3382           | 2500           |

## Naseljena mjesta
Općina Bosanska Kostajnica nastala je tijekom rata u BiH, izdvajanjem iz sastava općine Bosanski Novi, a svoju općinu imala je do 60 – tih godina dvadesetog stoljeća.
Naseljena mjesta u općini Bosanska Kostajnica su:
Bosanska Kostajnica, Gornja Slabinja, Grdanovac, Gumnjani, Kalenderi, Mrakodol, Mraovo Polje, Petrinja, Pobrđani, Podoška, Tavija i Zovik.

## Nacionalni sastav po naseljenim mjestima
- Bosanska Kostajnica – uk. 3768, Srbi – 1715, Muslimani – 1659, Hrvati – 126, Jugoslaveni – 182, ostali – 86
- Gornja Slabinja – uk. 154, Srbi – 154
- Grdanovac – uk. 205, Srbi – 161, Hrvati – 31, Jugoslaveni – 8, ostali – 5
- Gumnjani – 51, Srbi – 50, ostali – 1
- Kalenderi – uk. 176, Srbi – 171, Jugoslaveni – 3, ostali – 2
- Mrakodol – uk. 359, Srbi – 311, Muslimani – 47, Hrvati – 1
- Mraovo Polje – uk. 49, Srbi – 49
- Petrinja – uk. 581, Srbi – 568, Hrvati – 3, Muslimani – 1, Jugoslaveni – 4, ostali – 5
- Pobrđani – uk. 144, Srbi – 143, ostali – 1
- Podoška – uk. 95, Srbi – 95
- Tavija – uk. 575, Srbi – 550, Hrvati – 5, Jugoslaveni – 16, ostali – 4
- Zovik – uk. 74, Srbi – 74

## Povijest
Pavši pod Republiku Srpsku, ime je promijenjeno u Kostajnica.

## Šport
- FK Partizan Bosanska Kostajnica